# Unitats derivades del SI
Les unitats derivades del SI formen part del sistema d'unitats de mesura del Sistema Internacional i estan derivades de les set unitats bàsiques (metre, quilogram, segon, ampere, kelvin, mol i candela).

## Unitats amb noms especials i símbols (
Les unitats de base poden ser utilitzades per derivar les unitats de mesura de la resta de magnituds físiques. A més de les dues unitats derivades sense dimensions, el radiant i l'estereoradiant, hi ha 20 altres unitats derivades que tenen un nom específic:
| Magnitud física                               | Nom de la unitat del SI | Símbol de la unitat | Expressió en termes d'altres unitats | Expressió en termes de les unitats bàsiques del SI | Expressió en termes de les unitats bàsiques del SI |
| --------------------------------------------- | ----------------------- | ------------------- | ------------------------------------ | -------------------------------------------------- | -------------------------------------------------- |
| Noms especials i símbols                      |                         |                     |                                      |                                                    |                                                    |
| freqüència                                    | hertz                   | Hz                  | 1/s                                  | s−1                                                |                                                    |
| angle pla                                     | radian                  | rad                 | m/m                                  | adimensional                                       |                                                    |
| angle sòlid                                   | estereoradian           | sr                  | m²/m²                                | adimensional                                       |                                                    |
| força                                         | newton                  | N                   | kg⋅m/s²                              | kg⋅m⋅s−2                                           |                                                    |
| pressió, tensió                               | pascal                  | Pa                  | N/m²                                 | kg⋅m−1⋅s−2                                         |                                                    |
| energia, treball, calor                       | joule                   | J                   | N⋅m = C⋅V = W⋅s                      | kg⋅m²⋅s−2                                          |                                                    |
| potència, flux radiant                        | watt                    | W                   | J/s = V⋅A                            | kg⋅m²⋅s−3                                          |                                                    |
| càrrega elèctrica                             | coulomb                 | C                   | s⋅A                                  | s⋅A                                                |                                                    |
| potencial elèctric, força electromotriu       | volt                    | V                   | W/A = J/C                            | kg⋅m²⋅s−3⋅A−1                                      |                                                    |
| resistència elèctrica                         | ohm                     | Ω                   | V/A                                  | kg⋅m²⋅s−3⋅A−2                                      |                                                    |
| conductància elèctrica                        | siemens                 | S                   | 1/Ω = A/V                            | kg−1⋅m−2⋅s3⋅A²                                     |                                                    |
| capacitància elèctrica                        | farad                   | F                   | C/V                                  | kg−1⋅m−2⋅s4⋅A²                                     |                                                    |
| densitat de flux magnètic, inducció magnètica | tesla                   | T                   | V⋅s/m² = Wb/m² = N/(A⋅m)             | kg⋅s−2⋅A−1                                         |                                                    |
| flux magnètic                                 | weber                   | Wb                  | J/A                                  | kg⋅m²⋅s−2⋅A−1                                      |                                                    |
| inductància                                   | henry                   | H                   | V⋅s/A = Wb/A                         | kg⋅m²⋅s−2⋅A−2                                      |                                                    |
| temperatura                                   | grau Celsius            | °C                  | t°C = tK - 273,15                    | K                                                  |                                                    |
| flux lluminós                                 | lumen                   | lm                  | cd⋅sr                                | cd                                                 |                                                    |
| Il·luminació                                  | lux                     | lx                  | lm/m²                                | m−2⋅cd                                             |                                                    |
| activitat radioactiva                         | becquerel               | Bq                  | 1/s                                  | s−1                                                |                                                    |
| dosi absorbida (de radiació ionitzant)        | gray                    | Gy                  | J/kg                                 | m²⋅s−2                                             |                                                    |
| dosi equivalent (de radiació ionitzant)       | sievert                 | Sv                  | J/kg                                 | m²⋅s−2                                             |                                                    |
| activitat catalítica                          | katal                   | kat                 | mol/s                                | s−1⋅mol                                            |                                                    |

## Exemples d'altres magnituds i unitats derivades
| Magnitud física                                    | Nom de la unitat del SI       | Símbol per a la unitat del SI | Expressió en termes de les unitats bàsiques del SI |
| -------------------------------------------------- | ----------------------------- | ----------------------------- | -------------------------------------------------- |
| Àrea                                               | metre quadrat                 | m²                            |                                                    |
| Volum                                              | metre cúbic                   | m³                            |                                                    |
| Velocitat, celeritat                               | metre per segon               | m · s-1                       |                                                    |
| Velocitat angular                                  | radiant per segon             | rad · s-1                     | s-1                                                |
| Acceleració                                        | metre per segon al quadrat    | m · s-2                       |                                                    |
| Moment de força                                    | newton metre                  | N · m                         | = m² · kg · s-2                                    |
| Nombre d'ona                                       | invers de metre               | m-1                           |                                                    |
| Densitat, densitat de massa                        | quilogram per metre cúbic     | kg · m-3                      |                                                    |
| Volum específic                                    | metre cúbic per quilogram     | m³ · kg-1                     |                                                    |
| Concentració de substància                         | mols per metre cúbic          | mol · m-3                     |                                                    |
| Volum molar                                        | metre cúbic per mol           | m³ · mol-1                    |                                                    |
| Capacitat calorífica, entropia                     | joule per kelvin              | J · K-1                       | = m² · kg · s-2 · K-1                              |
| Capacitat molar calorífica, entropia molar         | joule per kelvin mol          | J · K-1 · mol-1               | = m² · kg · s-2 · K-1 · mol-1                      |
| Capacitat de calor específica, entropia específica | joule per quilogram kelvin    | J · K-1 · kg-1                | = m² · s-2 · K-1                                   |
| Energia molar                                      | joule per mol                 | J · mol-1                     | = m² · kg · s-2 · mol-1                            |
| Energia específica                                 | joule per quilogram           | J · kg-1                      | = m² · s-2                                         |
| Densitat d'energia                                 | joule per metre cúbic         | J · m-3                       | = m-1 · kg · s-2                                   |
| Tensió superficial                                 | newton per metre              | N · m-1 = J · m-2             | = kg · s-2                                         |
| Densitat del flux calorífic, irradiació            | watt per metre quadrat        | W · m-2                       | = kg · s-3                                         |
| Conductivitat tèrmica                              | watt per metre kelvin         | W · m-1 · K-1                 | = m · kg · s-3 · K-1                               |
| Viscositat cinemàtica, coeficient de difusió       | metre quadrat per segon       | m² · s-1                      |                                                    |
| Viscositat dinàmica                                | pascal segon                  | Pa · s = N · s · m-2          | = m-1 · kg · s-1                                   |
| Densitat de càrrega elèctrica                      | coulomb per metre cúbic       | C · m-3                       | m-3 · s · A                                        |
| Densitat de corrent elèctric                       | amper per metre quadrat       | A · m-2                       |                                                    |
| Conductivitat                                      | siemens per metre             | S · m-1                       | = m-3 · kg-1 · s3 · A 2                            |
| Conductivitat molar                                | siemens metre quadrat per mol | S · m² · mol-1                | = kg-1 · mol-1 · s3 · A 2                          |
| Permitivitat                                       | farad per metre               | F · m-1                       | = m-3 · kg-1 · s4 · A 2                            |
| Permeabilitat                                      | henry per metre               | H · m-1                       | = m · kg · s-2 · A-2                               |
| Intensitat de camp elèctric                        | volt per metre                | V · m-1                       | = m · kg · s-3 · A-1                               |
| Intensitat de camp magnètic                        | ampere per metre              | A · m-1                       |                                                    |
| Luminància                                         | candela per metre quadrat     | cd · m-2                      |                                                    |
| exposició (rajos X i gamma)                        | coulomb per quilogram         | C · kg-1                      | = kg-1 · s · A                                     |
| taxa de radiació absorbida                         | gray per segon                | Gy · s-1                      | = m² · s-3                                         |